# يلينا راديونوفا
يلينا إيغوريفنا راديونوفا (الروسية: Елена Игоревна Радионова ؛ من مواليد 6 يناير 1999) متزلجة روسية، صاحبة الميدالية البرونزية العالمية لعام 2015 ، وهي صاحبة الميدالية الفضية الأوروبية مرتين (2015-2016) ، وهي صاحبة الميدالية النهائية في سباق الجائزة الكبرى لمرتين ، وبطل الشتاء للعام الجامعي 2017 والبطلة الوطنية الروسية لعام 2015. على مستوى المبتدئين ، فازت بلقبين عالميين جونيور (2013 و 2014) و نهائي سباق الجائزة الكبرى للتزلج 2012-13.

## نشأتها
ولدت راديونوفا في 6 يناير 1999 في موسكو ، روسيا. هي الطفلة الوحيدة في عائلتها.

## حياتها الشخصية
على علاقة مع لاعب كرة قدم روسي كونستانتين كوتشاييف.

## روابط خارجية
- إيلينا راديونوفا على موقع الاتحاد الدولي للتزلج (الإنجليزية)
- يلينا راديونوفا على إنستغرام